# کارستن زنگر
کارستن زِنگِر (به آلمانی: Carsten Sänger) بازیکن فوتبال و مدافع اهل آلمان شرقی بود که از سال ۱۹۸۴ میلادی عضو تیم ملی فوتبال آلمان شرقی بوده‌است. وی در ۱۶ بازی ملی حضور داشته و در بازی‌های ملی‌اش گلی به ثمر نرساند. کارستن زِنگر آخرین بازی ملی خود را در سال ۱۹۸۷ میلادی انجام داد.